# Gironde-sur-Dropt
Gironde-sur-Dropt egy francia település Gironde megyében az Aquitania régióban. Lakosainak száma 1340 fő (2022. január 1.).

## Története
1968-ban lett ez a végleges neve a településnek.

## Adminisztráció
Polgármesterek:
- 1995–2001 Jean Pauly
- 2001–2014 Didier Callède

## Demográfia
| Lakosok száma | 1103 | 1072 | 1091 | 1098 | 1198 | 1224 | 1261 | 1316 | 1321 | 1340 |
|               | 1968 | 1982 | 1990 | 2006 | 2013 | 2015 | 2017 | 2019 | 2020 | 2022 |

## Látnivalók
- Notre-Dame templom a XII-XIII. századból

### Galéria

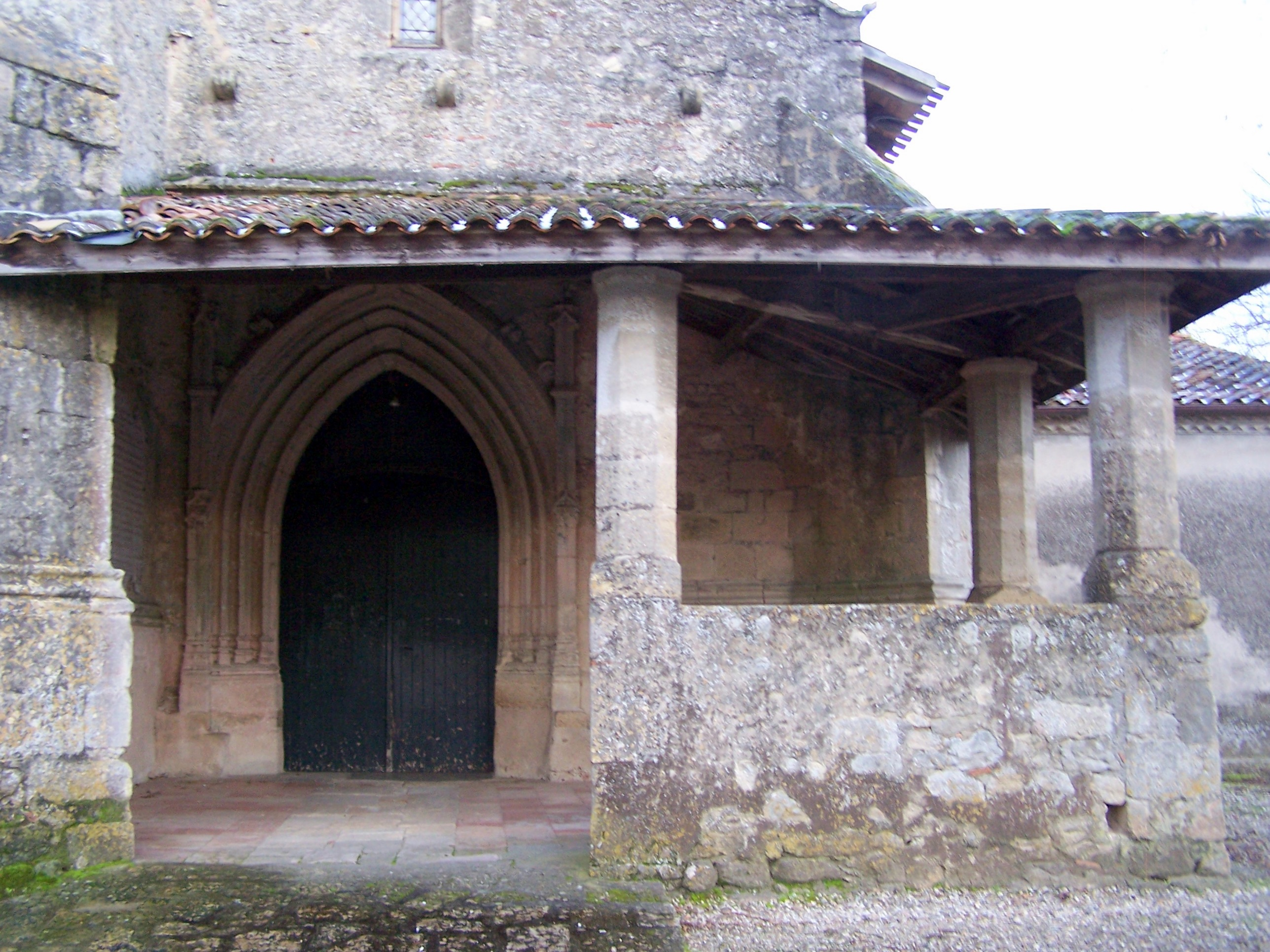
Notre-Dame
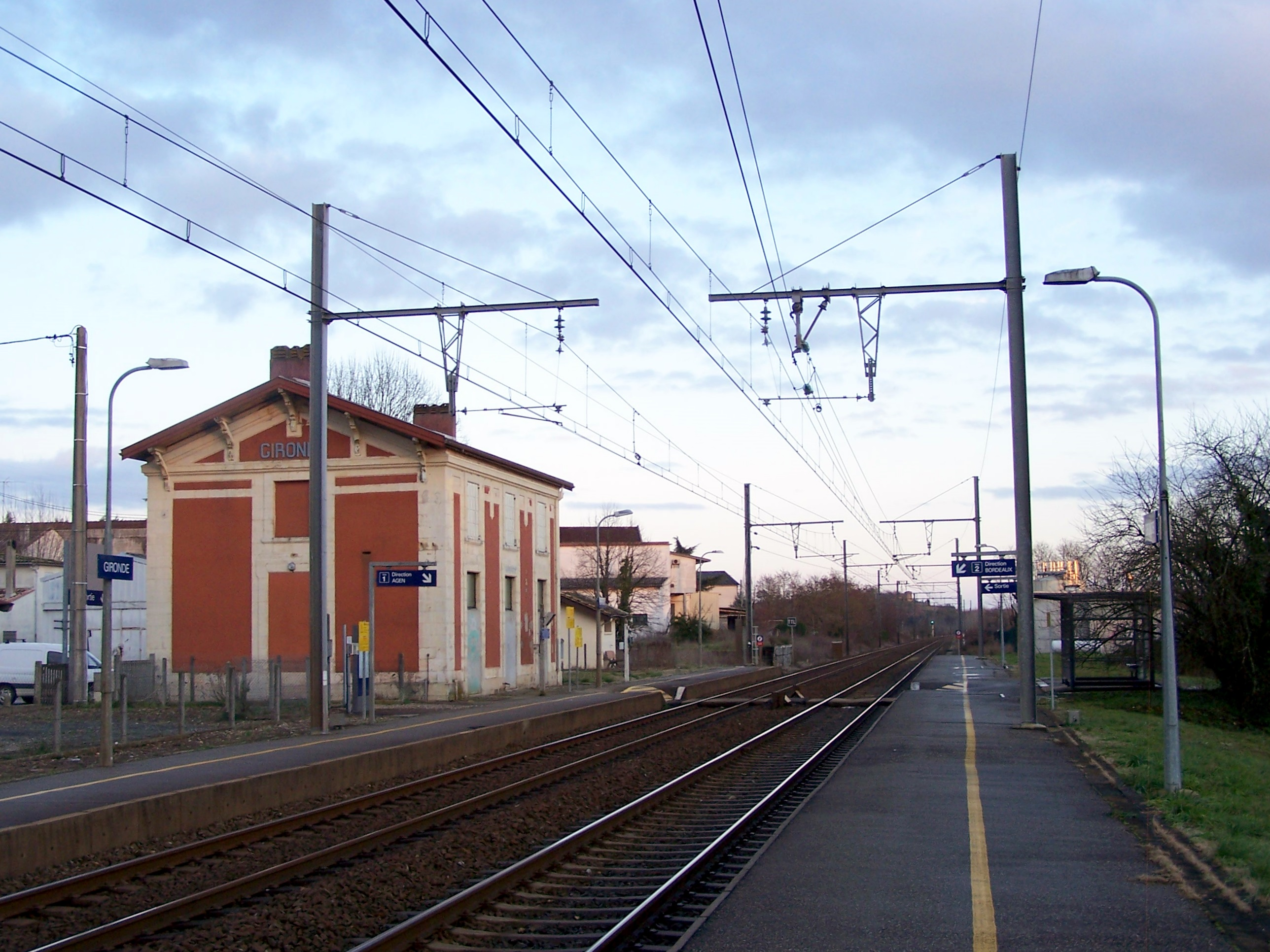
Állomás
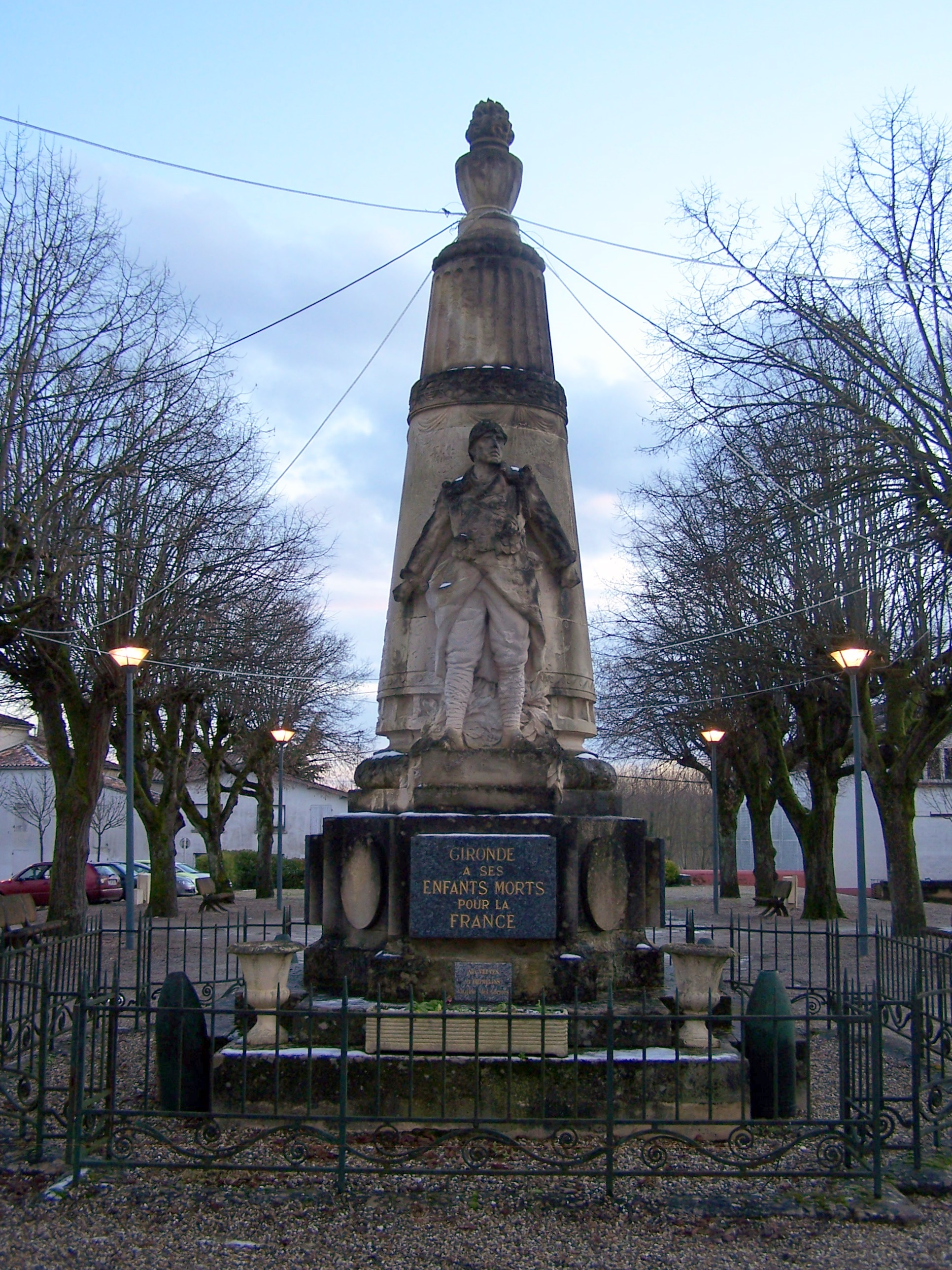
Emlékmű